# Chresiona
Chresiona es un género de arañas araneomorfas de la familia Amaurobiidae. Se encuentra en Sudáfrica.

## Especies
Según The World Spider Catalog 12.0:
- Chresiona convexa Simon, 1903
- Chresiona invalida (Simon, 1898)
- Chresiona nigrosignata Simon, 1903